# Líbano en los Juegos Olímpicos de Río de Janeiro 2016
Líbano participa en los Juegos Olímpicos de 2016 en Río de Janeiro, Brasil, del 5 al 21 de agosto de 2016.
El yudoca Nacif Elias fue el abanderado durante la ceremonia de apertura.

## Atletas
La siguiente tabla muestra el número de atletas en cada disciplina:
| Deporte       | Hombres | Mujeres | Total |
| ------------- | ------- | ------- | ----- |
| Atletismo     | 1       | 1       | 2     |
| Esgrima       | 0       | 1       | 1     |
| Judo          | 1       | 0       | 1     |
| Natación      | 1       | 1       | 2     |
| Piragüismo    | 1       | 0       | 1     |
| Tenis de mesa | 0       | 1       | 1     |
| Tiro          | 0       | 1       | 1     |
| Total         | 4       | 5       | 9     |